# بالاتون ۲۲۴۲
سیارک ۲۲۴۲ (به انگلیسی: 2242 Balaton، نامگذاری:1936TG) دو هزار و دویست و چهل و دومین سیارک کشف شده‌است که در ۱۳ اکتبر ۱۹۳۶ کشف شد.
قدر مطلق سیارک برابر ۱۳٫۸۰ است.